# Darius Dimavičius
Darius Dimavičius (Kaunas, 8 de abril de 1968) é um ex-basquetebolista profissional lituano que integrou a Seleção Lituana que conquistou a Medalha de ouro disputada nos XXV Jogos Olímpicos de Verão realizados na cidade de Barcelona no ano de 1992.